# Sake L
sake L은 대한민국의 신원 불명자 유튜버이다. 2015년 업로드한 "노동요"라는 대한민국 가수들의 음악을 빠르게 편집한 영상은 2,000만 회가 넘는 조회수를 기록하고 있다. 후속작으로는 "이마트" 가 있고 현재 조회수는 1,193만 회이다. 그의 정체는 알 수 없으며, 채널엔 상술한 영상 단 2개 만이 게시되어 있다. 2025년 3월 기준 구독자 수는 18.8만 명이다.